# Рубинян, Беатрис
Беатрис Рубинян (1075 — ок. 1130) — дочь Костандина I Рубиняна, армянского князя Киликии (1095—1100), жена Жослена I, третьего правителя Эдесского графства (1118—1131). Жослен II, один из её сыновей, унаследовал поместье своего отца.
У неё было 2 брата, Торос и Левон, которые последовательно унаследовали трон Рубенидов.
Когда Левон I вместе с женой и сыновьями, Торосом и Рубеном, были захвачены Византийской армией, и их перевезли в Константинополь, Беатрис отвела своих племянников, Стефана и Млеха, в Эдесское графство, пока Торос не сбежал из-под византийского плена.